# Retablo de Santiago (Catedral de Segovia)

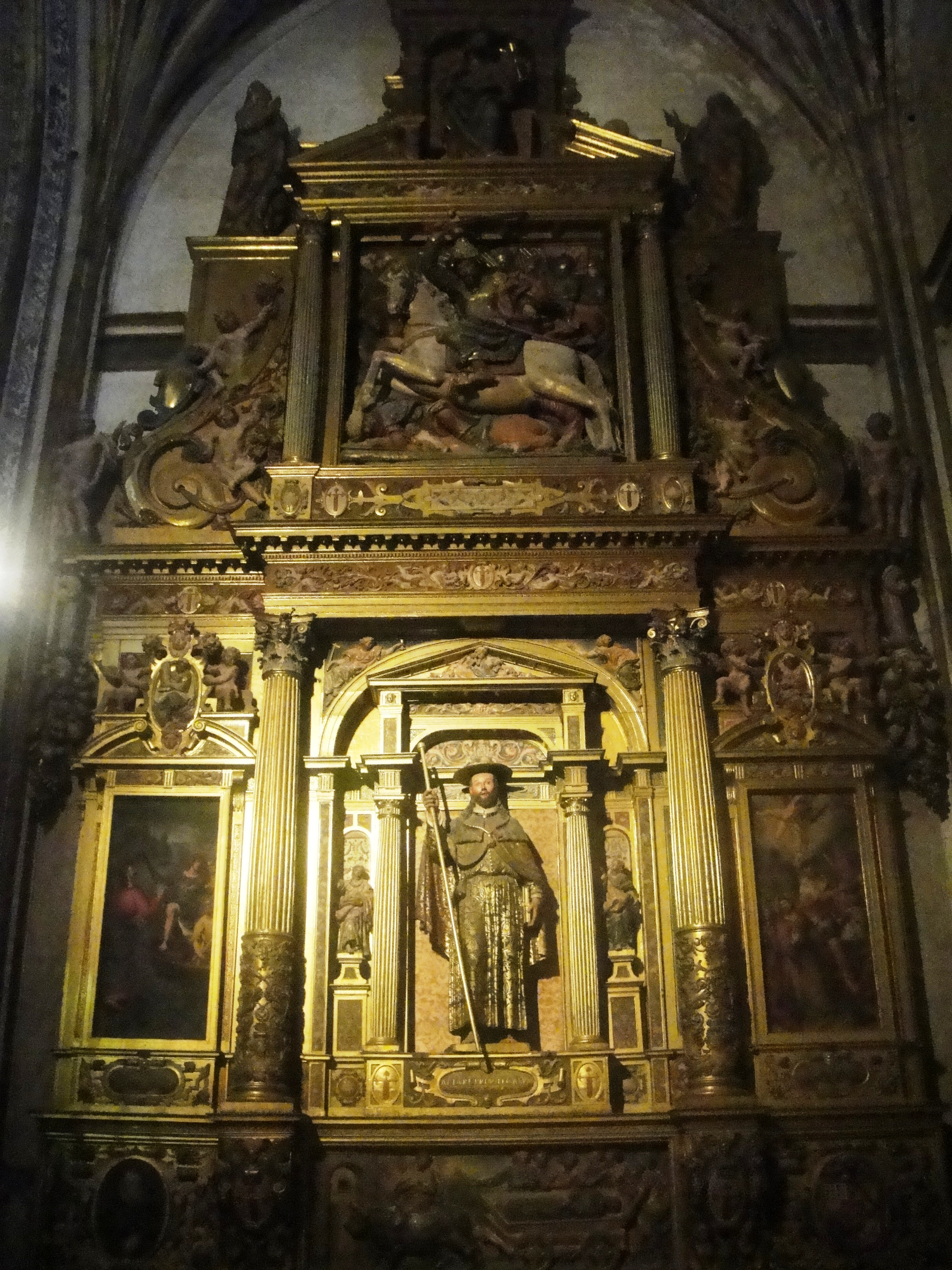
Retablo de Santiago, obra de Pedro de Bolduque en la catedral de Segovia.

El Retablo de Santiago en la capilla homónima de la catedral de Santa María de Segovia fue encargado por el fundador de la misma, Francisco Gutiérrez de Cuéllar, contador mayor de Felipe II de España y comendador de la Orden de Santiago al escultor Pedro de Bolduque, quien lo realizó en 1595. La policromía, varios lienzos y las sagras del conjunto fueron realizados por el pintor segoviano Alonso de Herrera a partir de 1600.

## Descripción
El retablo que preside la capilla es de estilo barroco está dedicado al apóstol Santiago, y es obra de Pedro de Bolduque, siendo el ejemplo más depurado de retablo bolduquiano, con una estructura clásica y una decoración influida por la obra de Gaspar Becerra. 
Consta de tres cuerpos: en el primero o banco se localiza una escena en relieve del traslado del cuerpo del apóstol Santiago, flanqueado por dos lienzos: a la izquierda un retrato del fundador atribuido a Alonso Sánchez Coello, y a la derecha las armas del fundador, ambos enmarcados en tarjas manieristas. En el segundo cuerpo se presenta una talla del apóstol Santiago con vestimenta de peregrino custodiado por dos lienzos que representan escenas de su vida, de la mano del pintor segoviano Alonso de Herrera, quien se encargó de la policromía del retablo; y en el cuerpo superior aparece triunfante un relieve de grandes dimensiones del apóstol a caballo, encuadrando la escena de la Batalla de Clavijo.
En el lado derecho del retablo existe una puerta, por la que a través de una escalera se accede a una cripta compuesta de dos estancias, que sirvió de panteón familiar a los patronos de la capilla.